# 閃耀維港
《閃耀維港》3D 光雕匯演為由香港旅遊發展局所舉辦的3D光雕匯演，於2016年及2017年特定日子假香港九龍油尖油區尖沙咀舉行，直至同年2月14日為止；透過3D投影技術將動畫投射在前九廣鐵路鐘樓及香港文化中心外牆上演，展現香港特色事物，包括期間是香港FUN享夏日禮、香港繽紛冬日節 及 香港新春節慶  盛事，附以燈光以及音樂（現場播放以及透過流動應用程式收聽），為在尖沙咀文化中心露天廣場和隔岸在中環海濱長廊及中環海濱公園的觀眾帶來視覺及聽覺享受。在香港舉辦盛事及正值特定假期或者特別日子期間，匯演亦會配以相關主題內容和應。

## 演出時間、主題內容
閃耀維港舉辦期間每日晚上上演4次，場次分別為晚上8時20分、8時45分、9時15分及9時45分，每節約8分鐘。
- 2016年8月5日至28日

香港FUN享夏日禮
- 2016年11月25日至12月28日香港繽紛冬日節
- 2017年1月17日至2月14日 (由1月27至29日除外)香港新春節慶

## 歷史
為了提升香港旅遊業的競爭力及香港的吸引力，香港旅遊發展局於2015
年耗資2,500萬港元籌備閃耀维港3D光雕匯演，由參與過2008年夏季奧林匹克運動會開幕式及中國2010年上海世界博覽會開幕式燈光設計的澳大利亞公司Spinifex Group創作。

## 環境保護
閃耀維港融入低碳排放環境保護措施，香港旅遊發展局委託「低碳亞洲」的碳排放審計師於活動期間實地監察其碳排放量，並且提供減少碳排放量的建議。至於無可避免的碳排放量，則透過支持雲南芒里的水電項目為賠償安排。

## 相關參見
- 幻彩詠香江